# Caryophyllia conferta
Caryophyllia conferta is een rifkoralensoort uit de familie Caryophylliidae. De wetenschappelijke naam van de soort is voor het eerst geldig gepubliceerd in 1846 door James Dwight Dana.